# Нерояха (приток Пангтабнадо-Хадуттэ)
Нерояха (устар. Неру-Яха) — река в России, протекает по Пуровскому району Ямало-Ненецкого АО. Устье реки находится в 18 км от устья реки Пангтабнадо-Хадуттэ по левому берегу. Длина реки составляет 13 км.

## Данные водного реестра
По данным государственного водного реестра России относится к Нижнеобскому бассейновому округу, водохозяйственный участок реки — Пур. Речной бассейн реки — Пур.
Код объекта в государственном водном реестре — 15040000112115300061951.